# Квятково-к-Дучиміна
Квятково-к-Дучиміна (пол. Kwiatkowo k. Duczymina) — село в Польщі, у гміні Хожеле Пшасниського повіту Мазовецького воєводства.
Населення — 48 осіб (2011).
У 1975-1998 роках село належало до Остроленцького воєводства.

## Демографія
Демографічна структура станом на 31 березня 2011 року:
|          | Загалом | Допрацездатний вік | Працездатний вік | Постпрацездатний вік |
| -------- | ------- | ------------------ | ---------------- | -------------------- |
| Чоловіки | 24      | 3                  | 19               | 2                    |
| Жінки    | 24      | 6                  | 11               | 7                    |
| Разом    | 48      | 9                  | 30               | 9                    |